# Skimmia
Genre
Classification phylogénétique
Skimmia est un genre d'arbustes à fleurs sempervirent de la famille des Rutaceae, originaire d'Asie, de l'Himalaya aux régions tempérées du Japon, de Corée et du nord-est de la Chine, ainsi que du sud-est de l'Asie.

## Espèces et sous-espèces
- Skimmia anquetilia: ouest de l'Himalaya et Afghanistan. Arbuste de 2 m
- Skimmia arborescens: est de l'Himalaya, jusqu'au sud-est de l'Asie. Arbuste ou petit arbre de 12 m maximum
- Skimmia japonica: Japon, Corée, nord-est de la Chine. Arbuste de 7 m, pas plus d'1,5 m lorsqu'il est cultivé en Europe
  - Skimmia japonica subsp. reevesiana (syn. S. reevesiana)
- Skimmia laureola: du Népal, jusqu'au Vietnam et à la Chine. Arbuste ou petit arbre de 10 m maximum